# جامعة شهيد مطهري
جامعة شهيد مطهري (بالفارسية: مدرسه عالی شهید مطهری) بُنيت في عام 1879 بواسطة ميرزا حسين خان سبهسالار، تقع الجامعة في ساحة بهارستان في طهران، إيران. 
بعد الثورة الإسلامية الإيرانية عام 1979، تم تعيين آية الله إمامي كاشاني رئيسًا للجامعة، ومنذ ذلك الحين، ركزت الجامعة في الغالب على الدراسات الدينية والعلوم الاجتماعية. وهي معروفة بشكل خاص ببرامجها العليا في الفلسفة والقانون والفقه الإسلامي والاقتصاد، القبول في الجامعة ممكن فقط من خلال امتحان كونكور السنوي في إيران.  ومن بين الخريجين البارزين إبراهيم رئيسي وهو كبير قضاة إيران الحالي، ومهدي الخموشي، ومسعود خامنئي، ومحمد جواد حجالياكباري، وعدد من المسؤولين الإيرانيين الآخرين.

## روابط خارجية
- الموقع الرسمي للجامعة